# Nokia Mobira Cityman
Il Nokia Mobira Cityman 900, secondo gli storici, è il primo vero dispositivo portatile prodotto dalla Nokia, a partire dal 1987.
Veniva soprannominato "Gorba" per via di una foto che lo ritrae in mano all'allora leader sovietico Michail Gorbačëv, in visita a Helsinki.
Sviluppato dalla controllata Salora Oy (società acquisita da Nokia nel 1984), il Cityman si presenta come un cellulare dall'aspetto piuttosto imponente (quasi 800 grammi di peso) e dal prezzo molto elevato: 24000 marchi finlandesi, poco meno di 5000 euro attuali.
Fu sostituito nel 1992 dal Nokia 1011.